# Zhang Ailing (Badminton)
Zhang Ailing (chinesisch 张爱玲, Pinyin Zhāng Àilíng, * 17. Dezember 1957) ist eine ehemalige chinesische Badmintonspielerin.

## Karriere
Zhang Ailing gewann 1982 bei den Asienspielen Gold im Dameneinzel. Im selben Jahr triumphierte sie auch bei den All England, ein Jahr später konnte sie diesen Titel verteidigen. Bei der Weltmeisterschaft 1983 reichte es jedoch nur zu Bronze. Mit dem Gewinn des Uber Cup 1984 wurde Ailing Mannschaftsweltmeisterin.

## Sportliche Erfolge
| Saison | Veranstaltung     | Disziplin   | Platz | Name                       |
| ------ | ----------------- | ----------- | ----- | -------------------------- |
| 1978   | Asienspiele       | Mixed       | 1     | Tang Xianhu / Zhang Ailing |
| 1982   | Asienspiele       | Dameneinzel | 1     | Zhang Ailing               |
| 1982   | All England       | Dameneinzel | 1     | Zhang Ailing               |
| 1983   | All England       | Dameneinzel | 1     | Zhang Ailing               |
| 1983   | Weltmeisterschaft | Dameneinzel | 3     | Zhang Ailing               |
| 1984   | Uber Cup 1984     | Team        | 1     | Zhang Ailing               |